# アメリカ合衆国第80議会
アメリカ合衆国第80議会 (80th United States Congress) は、アメリカ合衆国連邦政府の立法部門の議会であり、上院と下院から構成された。ワシントンD.C.にて1947年1月3日から1949年1月3日まで開会された。これは、ハリー・S・トルーマン大統領の任期のうち、3年目及び4年目に相当する。今回の下院の議席配分は、1940年の第16回米国国勢調査に基づく。共和党は上下両院で過半数を占めた。共和党は前の議会で過半数を占めており、次の議会で過半数を奪回した。
ハリー・S・トルーマン大統領は、第80議会を「何もしない議会 (Do Nothing Congress)」と呼んだ。議会は、フランクリン・ローズヴェルト政権時に通過した法律の多くに反対した。彼らは、トルーマンのフェア・ディール関連諸法案の大半に反対した。その一方で、企業を優遇する法案の多くを通過させた。1948年の選挙の際、トルーマンは対立候補のトマス・デューイに対してと同様に、「何もしない議会」に対しても攻撃を加えた。

## 主な出来事
- 1947年1月3日: 議事が初めてテレビ放送される
- 1947年3月12日: 上下両院合同会議の席上、トルーマン大統領がトルーマン・ドクトリンを宣言[1]
- 1947年7月18日: 太平洋諸島信託統治領が国際連合の信託統治下に入り、米国によって管理される
- 1947年7月20日: ソ連との緊張が高まる中、トルーマン大統領が米国における2度目の平時徴兵を発表
- 1947年11月24日: 下院、いわゆるハリウッド・テンに対する議会侮辱罪での告発を決定
- 1948年7月26日: トルーマン大統領が大統領令第9981号に署名。米軍内での人種差別が終焉
- 1948年8月25日: 下院非米活動委員会、テレビ放送による初の公聴会を実施: ウィテカー・チェインバーズとアルジャー・ヒスとの「対立の1日」
- 1948年11月2日: 1948年総選挙:
  - 大統領選: ハリー・S・トルーマンがトマス・デューイとストロム・サーモンドに勝利
  - 民主党が上下両院の主導権を奪還

## 主な立法
- 1947年5月22日: ギリシャ＝トルコ援助法（トルーマン・ドクトリン）, Sess. 1, ch. 81, Pub.L. 80–75,
- 1947年6月23日: タフト＝ハートリー法, Sess. 1, ch. 120, 61 Stat. 136
- 1947年7月26日: 1947年国家安全保障法, Sess. 1, ch. 343, 61 Stat. 495
- 1947年8月7日: 取得地における鉱床開発権の賃貸に関する法律, Sess. 1, ch. 513, 61 Stat. 913
- 1948年1月27日: 合衆国情報教育交換法, Sess. 2, ch. 36, 62 Stat. 6
- 1948年4月3日: 対外援助法（マーシャル・プラン）, Pub.L. 80–47, Sess. 2, ch. 169, 62 Stat. 137
- 1948年4月3日: 1948年ギリシャ＝トルコ援助法, Sess. 2, ch. 169, Pub.L. 80–75, title III, 62 Stat. 157
- 1948年5月26日: 民間航空警邏法, Pub.L. 80–557, 62 Stat. 274
- 1948年6月17日: リード＝ブルウィンクル法
- 1948年6月25日: 大統領継承法, Sess. 2, ch. 644, Pub.L. 89–174, 62 Stat. 677
- 1948年6月28日: 1948年商品金融公社憲章法
- 1948年6月30日: 連邦水質汚濁対策法, Sess. 2, ch. 758
- 1948年7月3日: 1948年戦争請求法, Pub.L. 80–896, 62 Stat. 1240
- 1948年: 1948年農業法

## 憲法修正案
- 1947年3月21日: アメリカ合衆国大統領の任期制限を定める憲法修正案を上程。これは1951年2月27日にアメリカ合衆国憲法修正第22条として批准された。

## 党派概要

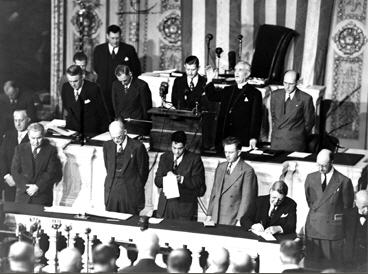
1947年の第80議会開会時の祈祷を行う下院付き牧師バーナード・ブラスカンプ

### 上院
当議会の開会時から閉会時まで、党勢に変化はなかった。
| 所属           | 政党（色付きの欄は、多数党であることを示す） | 政党（色付きの欄は、多数党であることを示す） | 政党（色付きの欄は、多数党であることを示す） | 合計 |      |
| -------------- | -------------------------------------------- | -------------------------------------------- | -------------------------------------------- | ---- | ---- |
| 所属           |                                              |                                              |                                              | 合計 |      |
| 所属           | 共和党                                       | 民主党                                       | 進歩党                                       | 合計 | 空席 |
| 第79議会閉会時 | 38                                           | 57                                           | 1                                            | 96   | 0    |
|                |                                              |                                              |                                              |      |      |
| 開会時         | 51                                           | 45                                           | 0                                            | 96   | 0    |
| 閉会時         | 51                                           | 45                                           | 0                                            | 96   | 0    |
| 最終的勢力比   | 53.1%                                        | 46.9%                                        | 0.0%                                         |      |      |
|                |                                              |                                              |                                              |      |      |
| 第81議会開会時 | 42                                           | 54                                           | 0                                            | 96   | 0    |

### 下院
民主党は1議席を失った。この議席は第81議会まで空席のままであった。
| 所属           | 政党（色付きの欄は、多数党であることを示す） | 政党（色付きの欄は、多数党であることを示す） | 政党（色付きの欄は、多数党であることを示す） | 政党（色付きの欄は、多数党であることを示す） | 合計 |      |
| -------------- | -------------------------------------------- | -------------------------------------------- | -------------------------------------------- | -------------------------------------------- | ---- | ---- |
| 所属           |                                              |                                              |                                              |                                              | 合計 |      |
| 所属           | 共和党                                       | 民主党                                       | 労働党                                       | 進歩党                                       | 合計 | 空席 |
| 第79議会閉会時 | 191                                          | 242                                          | 1                                            | 1                                            | 435  | 0    |
|                |                                              |                                              |                                              |                                              |      |      |
| 開会時         | 248                                          | 185                                          | 1                                            | 0                                            | 434  | 1    |
| 閉会時         | 244                                          | 184                                          | 2                                            | 0                                            | 430  | 5    |
| 最終的勢力比   | 56.7%                                        | 43.1%                                        | 0.2%                                         | 0.0%                                         |      |      |
|                |                                              |                                              |                                              |                                              |      |      |
| 第81議会開会時 | 171                                          | 263                                          | 1                                            | 0                                            | 435  | 0    |

## 指導部
[目次: 上院: 多数党（R）、少数党（D） • 下院: 多数党（R）、少数党（D） ]

### 上院
- 上院議長: 空席
- 上院仮議長: アーサー・H・ヴァンデンバーグ (R)

### 多数党（共和党）指導部
- 多数党院内総務: ウォーレス・H・ホワイト Jr.
- 多数党院内幹事: ケネス・S・ウェリー

### 少数党（民主党）指導部
- 少数党院内総務: アルバン・W・バークリー
- 民主党院内幹事: スコット・W・ルーカス

### 下院
- 下院議長: ジョーゼフ・W・マーティン Jr. (R)

### 多数党（共和党）指導部
- 多数党院内総務: チャールズ・A・ハレック
- 多数党院内幹事: レズリー・アレンズ
- 共和党会議議長: ロイ・O・ウッドラフ

### 少数党（民主党）指導部
- 少数党院内総務: サム・レイバーン
- 民主党院内幹事: ジョン・W・マコーマック
- 民主党幹部会議長: エイム・フォーランド

## 議員

### 上院
上院議員の3分の1は、議会が改まる2年ごとに州規模で改選される。任期は6年。下表に掲載された議員名の前にある数字は上院における部類であり、議員の選出周期を示している。
| アラバマ州 - 2. ジョン・J・スパークマン (D) - 3. J・リスター・ヒル (D) アリゾナ州 - 1. アーネスト・W・マクファーランド (D) - 3. カール・ヘイデン (D) アーカンソー州 - 3. J・ウィリアム・フルブライト (D) - 2. ジョン・L・マクレラン (D) カリフォルニア州 - 1. ウィリアム・F・ノウランド (R) - 3. シェリダン・ダウニー (D) コロラド州 - 3. ユージーン・D・ミリキン (R) - 2. エドウィン・カール・ジョンソン (D) コネチカット州 - 3. ブライエン・マクマーン (D) - 1. レイモンド・E・ボールドウィン (R) デラウェア州 - 2. C・ダグラス・バック (R) - 1. ジョン・J・ウィリアムズ (R) フロリダ州 - 1. スペッサード・ホランド (D) - 3. クロード・D・ペパー (D) ジョージア州 - 2. ウォルター・F・ジョージ (D) - 3. リチャード・B・ラッセル Jr. (D) アイダホ州 - 2. ヘンリー・C・ドワシャーク (R) - 3. グレン・H・テイラー (D) イリノイ州 - 3. スコット・W・ルーカス (D) - 2. チャールズ・W・ブルックス (R) インディアナ州 - 1. ウィリアム・E・ジェナー (R) - 3. ホーマー・E・ケイプハート (R) アイオワ州 - 3. バーク・B・ヒッケンルーパー (R) - 2. ジョージ・A・ウィルソン (R) カンザス州 - 2. アーサー・キャッパー (R) - 3. クライド・M・リード (R) ケンタッキー州 - 3. アルバン・W・バークリー (D) - 2. ジョン・S・クーパー (R) ルイジアナ州 - 2. アレン・J・エレンダー (D) - 3. ジョン・H・オーヴァートン (D)、1948年5月14日まで - ウィリアム・C・フィーゼル (D)、1948年5月18日 – 1948年12月30日 - ラッセル・B・ロング (D)、1948年12月31日から メイン州 - 1. R・オーウェン・ブルースター (R) - 2. ウォーレス・H・ホワイト Jr. (R) メリーランド州 - 1. ハーバート・オコナー (D) - 3. ミラード・E・タイディングズ (D) マサチューセッツ州 - 2. レヴァレット・ソルトンストール (R) - 1. ヘンリー・C・ロッジ Jr. (R) ミシガン州 - 2. ホーマー・S・ファーガソン (R) - 1. アーサー・H・ヴァンデンバーグ (R) ミネソタ州 - 2. ジョーゼフ・H・ボール (R) - 1. エドワード・J・サイ (R) ミシシッピ州 - 1. セオドア・G・ビルボー (D)、1947年8月21日まで - ジョン・C・ステニス (D)、1947年11月17日から - 2. ジェームズ・O・イーストランド (D) ミズーリ州 - 3. フォレスト・C・ダネル (R) - 1. ジェームズ・P・ケム (R) モンタナ州 - 2. ジェームズ・E・マリー (D) - 1. ゼールズ・N・エクトン (R) | ネブラスカ州 - 1. ヒュー・A・バトラー (R) - 2. ケネス・S・ウェリー (R) ネバダ州 - 3. パトリック・A・マッカラン (D) - 1. ジョージ・W・マローン (R) ニューハンプシャー州 - 2. スタイルズ・ブリッジズ (R) - 3. チャールズ・W・トビー (R) ニュージャージー州 - 1. H・アレグザンダー・スミス (R) - 2. アルバート・W・ホークス (R) ニューメキシコ州 - 1. デニス・W・チャヴェズ (D) - 2. カール・A・ハッチ (D) ニューヨーク州 - 1. アーヴィング・M・アイヴズ (R) - 3. ロバート・F・ワグナー (D) ノースカロライナ州 - 2. ウィリアム・B・アンステッド (D)、1948年12月30日まで - J・メルヴィル・ブロートン (D)、1948年12月31日から - 3. クライド・ローク・ホウイー (D) ノースダコタ州 - 1. ウィリアム・ランガー (R) - 3. ミルトン・ヤング (R) オハイオ州 - 3. ロバート・タフト (R) - 1. ジョン・W・ブリッカー (R) オクラホマ州 - 2. エドワード・H・ムーア (R) - 3. エルマー・トマス (D) オレゴン州 - 3. ウェイン・L・モース (R) - 2. ガイ・コードン (R) ペンシルベニア州 - 3. フランシス・J・マイアーズ (D) - 1. エドワード・マーティン (R) ロードアイランド州 - 1. J・ハワード・マグラス (D) - 2. セオドア・F・グリーン (D) サウスカロライナ州 - 2. バーネット・R・メイバンク (D) - 3. オーリン・D・ジョンストン (D) サウスダコタ州 - 2. ハーラン・J・ブッシュフィールド (R)、1948年9月27日まで - ヴェラ・C・ブッシュフィールド (R)、1948年10月6日 – 1948年12月26日 - カール・ムント (R)、1948年12月31日から - 3. J・チャンドラー・ガーニー (R) テネシー州 - 1. ケネス・D・マッケラー (D) - 2. アーサー・T・ステュアート (D) テキサス州 - 1. トマス・T・コナリー (D) - 2. W・リー・オダニエル (D) ユタ州 - 1. アーサー・V・ワトキンズ (R) - 3. エルバート・D・トマス (D) バーモント州 - 1. ラルフ・E・フランダーズ (R) - 3. ジョージ・アイケン (R) バージニア州 - 1. ハリー・フラッド・バード (D) - 2. アブサラム・W・ロバートソン (D) ワシントン州 - 3. ウォーレン・G・マグナソン (D) - 1. ハリー・P・ケイン (R) ウェストバージニア州 - 1. ハーリー・M・キルゴア (D) - 2. W・チャップマン・レヴァカム (R) ウィスコンシン州 - 3. アリグザンダー・ワイリー (R) - 1. ジョーゼフ・マッカーシー (R) ワイオミング州 - 1. ジョーゼフ・C・オマホニー (D) - 2. エドワード・V・ロバートソン (R) |

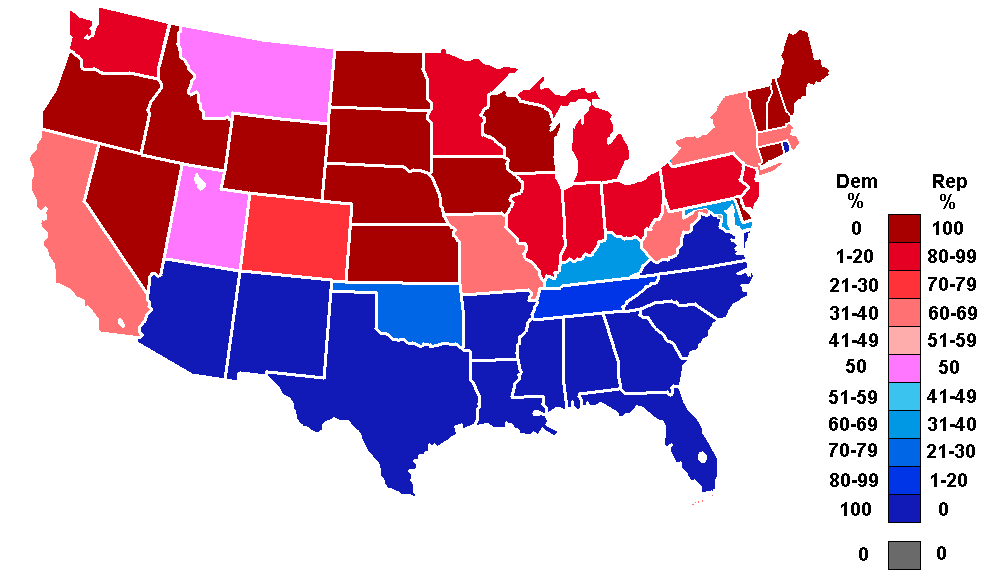
第80議会開会時の下院における、各党選出の議員の割合。青が濃いほど民主党が優勢、赤が濃いほど共和党が優勢であることを示す

### 下院
全州規模の大選挙区から選出された下院議員の氏名の前には、「At-Large」の表示がある。また、各選挙区から選出された議員の氏名の前には、選挙区の番号が付されている。
下院選挙区の番号は、当該選挙区の項目にリンクされている。なお、選挙区の区割りはしばしば大幅に変更されている。リンク先の項目はあくまで今日存在する選挙区についての項目であり、第80議会当時のそれではない場合がある。
| アラバマ州 - アラバマ州1区. フランク・W・ボイキン (D) - アラバマ州2区. ジョージ・M・グラント (D) - アラバマ州3区. ジョージ・W・アンドルーズ (D) - アラバマ州4区. サム・ホッブズ (D) - アラバマ州5区. アルバート・レインズ (D) - アラバマ州6区. ピート・ジャーマン (D) - アラバマ州7区. カーター・マナスコ (D) - アラバマ州8区. ロバート・E・ジョーンズ Jr. (D)、1947年1月28日から - アラバマ州9区. ローリー・C・バトル (D) アリゾナ州 - [[アリゾナ州at-large district. ジョン・R・マードック (D) - [[アリゾナ州at-large district. リチャード・F・ハーレス (D) アーカンソー州 - アーカンソー州1区. エゼキエル・C・ギャシングズ (D) - アーカンソー州2区. ウィルバー・D・ミルズ (D) - アーカンソー州3区. ジェームズ・W・トリンブル (D) - アーカンソー州4区. ウィリアム・F・クレイヴンズ (D) - アーカンソー州5区. ブルックス・ヘイズ (D) - アーカンソー州6区. ウィリアム・F・ノーレル (D) - アーカンソー州7区. オーレン・ハリス (D) カリフォルニア州 - カリフォルニア州1区. クラレンス・F・リー (D) - カリフォルニア州2区. クラレンス・エングル (D) - カリフォルニア州3区. J・リーロイ・ジョンソン (R) - カリフォルニア州4区. フランク・R・ハヴェナー (D) - カリフォルニア州5区. リチャード・J・ウェルチ (R) - カリフォルニア州6区. ジョージ・P・ミラー (D) - カリフォルニア州7区. ジョン・J・アレン Jr. (R) - カリフォルニア州8区. ジャック・Z・アンダーソン (R) - カリフォルニア州9区. バートランド・W・ギアハート (R) - カリフォルニア州10区. アルフレッド・J・エリオット (D) - カリフォルニア州11区. アーネスト・K・ブランブレット (R) - カリフォルニア州12区. リチャード・ニクソン (R) - カリフォルニア州13区. C・ノリス・パウルソン (R) - カリフォルニア州14区. ヘレン・G・ダグラス (D) - カリフォルニア州15区. ゴードン・L・マクダナー (R) - カリフォルニア州16区. ドナルド・L・ジャクソン (R) - カリフォルニア州17区. セシル・R・キング (D) - カリフォルニア州18区. ウィリス・W・ブラッドリー (R) - カリフォルニア州19区. チェット・ホリフィールド (D) - カリフォルニア州20区. ジョン・カール・ヒンショー (R) - カリフォルニア州21区. ハリー・R・シェパード (D) - カリフォルニア州22区. ジョン・J・フィリップス (R) - カリフォルニア州23区. チャールズ・K・フレッチャー (R) コロラド州 - コロラド州1区. ジョン・A・キャロル (D) - コロラド州2区. ウィリアム・S・ヒル (R) - コロラド州3区. J・エドガー・チェノウェス (R) - コロラド州4区. ロバート・F・ロックウェル (R) コネチカット州 - [[コネチカット州at-large district. アントニ・N・サドラック (R) - コネチカット州1区. ウィリアム・J・ミラー (R) - コネチカット州2区. ホーレス・シーリー＝ブラウン Jr. (R) - コネチカット州3区. エルズワース・B・フット (R) - コネチカット州4区. ジョン・D・ロッジ (R) - コネチカット州5区. ジェームズ・T・パターソン (R) デラウェア州 - [[デラウェア州at-large district. J・ケイレブ・ボーグズ (R) フロリダ州 - デラウェア州1区. J・ハーディン・ピーターソン (D) - デラウェア州2区. エモリー・H・プライス (D) - デラウェア州3区. ロバート・L・F・サイクス (D) - デラウェア州4区. ジョージ・A・スマザーズ (D) - デラウェア州5区. ジョー・ヘンドリクス (D) - デラウェア州6区. ドワイト・L・ロジャーズ (D) ジョージア州 - ジョージア州1区. プリンス・H・プレストン Jr. (D) - ジョージア州2区. エドワード・E・コックス (D) - ジョージア州3区. スティーヴン・ペース (D) - ジョージア州4区. A・シドニー・キャンプ (D) - ジョージア州5区. ジェームズ・C・デーヴィス (D) - ジョージア州6区. カール・ヴィンソン (D) - ジョージア州7区. ヘンダーソン・L・ランハム (D) - ジョージア州8区. ウィリアム・M・ウィーラー (D) - ジョージア州9区. ジョン・S・ウッド (D) - ジョージア州10区. ポール・ブラウン (D) アイダホ州 - アイダホ州1区. エイブ・ゴフ (R) - アイダホ州2区. ジョン・C・サンボーン (R) イリノイ州 - [[イリノイ州at-large district. ウィリアム・ストラットン (R) - イリノイ州1区. ウィリアム・L・ドーソン (D) - イリノイ州2区. リチャード・B・ヴェイル (R) - イリノイ州3区. フレッド・E・バズビー (R) - イリノイ州4区. マーティン・ゴースキ (D) - イリノイ州5区. アドルフ・J・サバス (D) - イリノイ州6区. トマス・J・オブライエン (D) - イリノイ州7区. トマス・L・オーウェンズ (R)、1948年6月7日まで、以後空席 - イリノイ州8区. トマス・S・ゴードン (D) - イリノイ州9区. ロバート・J・トワイマン (R) - イリノイ州10区. ラルフ・E・チャーチ (R) - イリノイ州11区. チョウンシー・W・リード (R) - イリノイ州12区. ノア・M・メイソン (R) - イリノイ州13区. レオ・E・アレン (R) - イリノイ州14区. アントン・J・ジョンソン (R) - イリノイ州15区. ロバート・B・チッパーフィールド (R) - イリノイ州16区. エヴァレット・M・ダークセン (R) - イリノイ州17区. レズリー・C・アレンズ (R) - イリノイ州18区. エドワード・H・ジェニソン (R) - イリノイ州19区. ローラ・C・マクミレン (R) - イリノイ州20区. シッド・シンプソン (R) - イリノイ州21区. ジョージ・E・ハウエル (R)、1947年10月5日まで、以後空席 - イリノイ州22区. メルヴィン・プライス (D) - イリノイ州23区. チャールズ・W・ヴァーゼル (R) - イリノイ州24区. ロイ・クリッピンガー (R) - イリノイ州25区. C・W・ビショップ (R) インディアナ州 - インディアナ州1区. レイ・J・マッデン (D) - インディアナ州2区. チャールズ・A・ハレック (R) - インディアナ州3区. ロバート・A・グラント (R) - インディアナ州4区. ジョージ・W・ギリー (R) - インディアナ州5区. フォレスト・A・ハーネス (R) - インディアナ州6区. ノーブル・J・ジョンソン (R)、1948年7月1日まで。以後会期末まで空席 - インディアナ州7区. ジェラルド・W・ランディス (R) - インディアナ州8区. E・A・ミッチェル (R) - インディアナ州9区. アール・ウィルソン (R) - インディアナ州10区. レイモンド・S・スプリンガー (R)、1947年8月28日まで - ラルフ・ハーヴィー (R)、1947年11月4日から - インディアナ州11区. ルイス・ラドロウ (D) アイオワ州 - アイオワ州1区. トマス・E・マーティン (R) - アイオワ州2区. ヘンリー・O・ターリ (R) - アイオワ州3区. ジョン・W・グウィン (R) - アイオワ州4区. カール・M・レコンプト (R) - アイオワ州5区. ポール・H・カニンガム (R) - アイオワ州6区. ジェームズ・I・ダリヴァー (R) - アイオワ州7区. ベン・F・ジェンセン (R) - アイオワ州8区. チャールズ・B・ホーヴェン (R) カンザス州 - カンザス州1区. アルバート・M・コール (R) - カンザス州2区. エレット・P・スクリヴナー (R) - カンザス州3区. ハーバート・オールトン・メイアー (R) - カンザス州4区. エドワード・H・リーズ (R) - カンザス州5区. クリフォード・R・ホープ (R) - カンザス州6区. ウィント・スミス (R) ケンタッキー州 - ケンタッキー州1区. ノーブル・J・グレゴリー (D) - ケンタッキー州2区. アール・C・クレメンツ (D)、1948年1月6日まで - ジョン・A・ウィテカー (D)、1948年4月17日から - ケンタッキー州3区. スラストン・B・モートン (R) - ケンタッキー州4区. フランク・チェルフ (D) - ケンタッキー州5区. ブレント・スペンス (D) - ケンタッキー州6区. ヴァージル・チャップマン (D) - ケンタッキー州7区. W・ハウズ・ミード (R) - ケンタッキー州8区. ジョー・B・ベイツ (D) - ケンタッキー州9区. ジョン・M・ロブシオン (R)、1948年2月17日まで - ウィリアム・ルイス (R)、1948年4月24日から ルイジアナ州 - ルイジアナ州1区. F・エドワード・ヘバート (D) - ルイジアナ州2区. ヘイル・ボッグズ (D) - ルイジアナ州3区. ジェームズ・R・ドーメンジョー (D) - ルイジアナ州4区. オーヴァートン・ブルックス (D) - ルイジアナ州5区. オットー・E・パスマン (D) - ルイジアナ州6区. ジェームズ・H・モリソン (D) - ルイジアナ州7区. ヘンリー・D・ラーケイド Jr. (D) - ルイジアナ州8区. A・レナード・アレン (D) メイン州 - メイン州1区. ロバート・ヘイル (R) - メイン州2区. マーガレット・C・スミス (R) - メイン州3区. フランク・フェローズ (R) メリーランド州 - メリーランド州1区. エドワード・T・ミラー (R) - メリーランド州2区. ヒュー・A・ミード (D) - メリーランド州3区. トマス・ダレッサンドロ Jr. (D)、1947年5月16日引退 - メリーランド州3区. エドワード・ガーマッツ (D)、1947年7月15日から - メリーランド州4区. ジョージ・H・ファロン (D) - メリーランド州5区. ランズデイル・G・サッサー (D) - メリーランド州6区. J・グレン・ビール (R) マサチューセッツ州 - マサチューセッツ州1区. ジョン・W・ヘセルトン (R) - マサチューセッツ州2区. チャールズ・クラソン (R) - マサチューセッツ州3区. フィリップ・フィルビン (D) - マサチューセッツ州4区. ハロルド・ダナヒュー (D) - マサチューセッツ州5区. エディス・N・ロジャーズ (R) - マサチューセッツ州6区. ジョージ・J・ベイツ (R) - マサチューセッツ州7区. トマス・J・レイン (D) - マサチューセッツ州8区. アンジーア・L・グッドウィン (R) - マサチューセッツ州9区. チャールズ・L・ギフォード (R)、1947年8月23日まで - マサチューセッツ州9区. ドナルド・W・ニコルソン (R)、1947年11月18日から - マサチューセッツ州10区. クリスティアン・ハーター (R) - マサチューセッツ州11区. ジョン・F・ケネディ (D) - マサチューセッツ州12区. ジョン・W・マコーマック (D) - マサチューセッツ州13区. リチャード・B・ウィグルズワース (R) - マサチューセッツ州14区. ジョーゼフ・W・マーティン Jr. (R) ミシガン州 - ミシガン州1区. ジョージ・G・サドウスキー (D) - ミシガン州2区. アール・C・ミッチナー (R) - ミシガン州3区. ポール・W・シェーファー (R) - ミシガン州4区. クレア・E・ホフマン (R) - ミシガン州5区. バーテル・J・ジャンクマン (R) - ミシガン州6区. ウィリアム・W・ブラックニー (R) - ミシガン州7区. ジェシー・P・ウォルコット (R) - ミシガン州8区. フレッド・L・クロウフォード (R) - ミシガン州9区. アルバート・J・エンゲル (R) - ミシガン州10区. ロイ・O・ウッドラフ (R) - ミシガン州11区. フレッド・ブラッドリー (R)、1947年5月24日まで - チャールズ・E・ポーター (R)、1947年8月26日から - ミシガン州12区. ジョン・B・ベネット (R) - ミシガン州13区. ハワード・A・コフィン (R) - ミシガン州14区. ハロルド・F・ヤングブラッド (R) - ミシガン州15区. ジョン・D・ディンゲル Sr. (D) - ミシガン州16区. ジョン・レジンスキ Sr. (D) - ミシガン州17区. ジョージ・A・ドンデロ (R) ミネソタ州 - ミネソタ州1区. オーガスト・H・アンダーセン (R) - ミネソタ州2区.ジョーゼフ・P・オハラ (R) - ミネソタ州3区.ジョージ・マキノン (R) - ミネソタ州4区.エドワード・デヴィット (R) - ミネソタ州5区.ウォルター・ジャッド (R) - ミネソタ州6区.ハロルド・クヌートソン (R) - ミネソタ州7区.H・カール・アンダーセン (R) - ミネソタ州8区.ジョン・ブラトニク (DFL) - ミネソタ州9区.ハロルド・ヘイゲン (R) ミシシッピ州 - ミシシッピ州1区. ジョン・E・ランキン (D) - ミシシッピ州2区. ジェイミーL・ウィットン (D) - ミシシッピ州3区. ウィリアム・M・ウィッティントン (D) - ミシシッピ州4区. トマス・G・アバネスィー (D) - ミシシッピ州5区. W・アーサー・ウィンステッド (D) - ミシシッピ州6区. ウィリアム・M・コウマー (D) - ミシシッピ州7区. ジョン・B・ウィリアムズ (D) ミズーリ州 - ミズーリ州1区. サミュエル・W・アーノルド (R) - ミズーリ州2区. マックス・シュウォーブ (R) - ミズーリ州3区. ウィリアム・C・コール (R) - ミズーリ州4区. C・ジャスパー・ベル (D) - ミズーリ州5区. アルバート・L・リーヴズ Jr. (R) - ミズーリ州6区. マリオン・T・ベネット (R) - ミズーリ州7区. デューイ・ショート (R) - ミズーリ州8区. パーク・M・バンタ (R) - ミズーリ州9区. クラレンス・キャノン (D) - ミズーリ州10区. オーヴィル・ズィマーマン (D)、1948年4月7日まで - ポール・C・ジョーンズ (D)、1948年11月2日から - ミズーリ州11区. クロード・I・ベイクウェル (R) - ミズーリ州12区. ウォルター・C・プローザー (R) - ミズーリ州13区. フランク・M・カーステン (D) モンタナ州 - モンタナ州1区. マイケル・マンスフィールド (D) - モンタナ州2区. ウェズリー・デワート (R) ネブラスカ州 - ネブラスカ州1区. カール・T・カーティス (R) - ネブラスカ州2区. ハワード・H・バフェット (R) - ネブラスカ州3区. カール・ステファン (R) - ネブラスカ州4区. アーサー・L・ミラー (R) ネバダ州 - [[ネバダ州at-large district. チャールズ・H・ラッセル (R) ニューハンプシャー州 - ニューハンプシャー州1区. チャールズ・アール・メロウ (R) - ニューハンプシャー州2区. ノリス・H・コットン (R) | ニュージャージー州 - ニュージャージー州1区. チャールズ・A・ウォルバートン (R) - ニュージャージー州2区. T・ミレット・ハンド (R) - ニュージャージー州3区. ジェームズ・C・オーキンクロス (R) - ニュージャージー州4区. フランク・A・マシューズ Jr. (R) - ニュージャージー州5区. チャールズ・A・イートン (R) - ニュージャージー州6区. クリフォード・P・ケース (R) - ニュージャージー州7区. J・パーネル・トマス (R) - ニュージャージー州8区. ゴードン・キャンフィールド (R) - ニュージャージー州9区. ハリー・L・トウ (R) - ニュージャージー州10区. フレッド・A・ハートリー Jr. (R) - ニュージャージー州11区. フランク・サンドストロム (R) - ニュージャージー州12区. ロバート・W・キーン (R) - ニュージャージー州13区. メアリー・T・ノートン (D) - ニュージャージー州14区. エドワード・J・ハート (D) ニューメキシコ州 - [[ニューメキシコ州at-large district. ジョージア・リー・ラスク (D) - [[ニューメキシコ州at-large district. アントニオ・M・フェルナンデス (D) ニューヨーク州 - ニューヨーク州1区. W・キングズランド・メイシー (R) - ニューヨーク州2区. レナード・W・ホール (R) - ニューヨーク州3区. ヘンリー・J・レイサム (R) - ニューヨーク州4区. グレゴリー・マクマーン (R) - ニューヨーク州5区. ロバート・トリップ・ロス (R) - ニューヨーク州6区. ロバート・ノダー Jr. (R) - ニューヨーク州7区. ジョン・J・デラニー (D)、1948年11月18日まで - 閉会時まで空席 - ニューヨーク州8区. ジョーゼフ・L・ファイファー (D) - ニューヨーク州9区. ユージーン・J・キーオウ (D) - ニューヨーク州10区. アンドルー・L・ソマーズ (D) - ニューヨーク州11区. ジェームズ・J・ヘファーナン (D) - ニューヨーク州12区. ジョン・J・ルーニー (D) - ニューヨーク州13区. ドナルド・L・オトゥール (D) - ニューヨーク州14区. レオ・F・レイフィール (D)、1947年9月13日まで - エイブラハム・J・マルター (D)、1947年11月4日から - ニューヨーク州15区. エマニュエル・セラー (D) - ニューヨーク州16区. エルズワース・B・バック (R) - ニューヨーク州17区. フレデリック・R・クーダート Jr. (R) - ニューヨーク州18区. ヴィートー・マーカントニオ (AL) - ニューヨーク州19区. アーサー・G・クライン (D) - ニューヨーク州20区. ソウル・ブルーム (D) - ニューヨーク州21区. ジェイコブ・K・ジェイヴィッツ (R) - ニューヨーク州22区. アダム・C・パウエル Jr. (D) - ニューヨーク州23区. ウォルター・A・リンチ (D) - ニューヨーク州24区. ベンジャミン・J・ラビーン (D)、1947年12月31日まで - レオ・アイザクソン (AL)、1948年2月17日から - ニューヨーク州25区. チャールズ・A・バックリー (D) - ニューヨーク州26区. デーヴィッド・M・ポッツ (R) - ニューヨーク州27区. ラルフ・W・グウィン (R) - ニューヨーク州28区. ラルフ・A・ギャンブル (R) - ニューヨーク州29区. キャサリン・S・ジョージ (R) - ニューヨーク州30区. ジェイ・ルフェーヴル (R) - ニューヨーク州31区. バーナード・W・カーニー (R) - ニューヨーク州32区. ウィリアム・T・バーン (D) - ニューヨーク州33区. ディーン・P・テイラー (R) - ニューヨーク州34区. クラレンス・E・キルバーン (R) - ニューヨーク州35区. ハドウェン・C・フラー (R) - ニューヨーク州36区. R・ウォルター・リールマン (R) - ニューヨーク州37区. エドウィン・A・ホール (R) - ニューヨーク州38区. ジョン・テイバー (R) - ニューヨーク州39区. W・スターリング・コール (R) - ニューヨーク州40区. ケネス・B・キーティング (R) - ニューヨーク州41区. ジェームズ・W・ウォズワース Jr. (R) - ニューヨーク州42区. ウォルター・G・アンドルーズ (R) - ニューヨーク州43区. エドワード・J・エルゼッサー (R) - ニューヨーク州44区. ジョン・コーネリアス・バトラー (R) - ニューヨーク州45区. ダニエル・A・リード (R) ノースカロライナ州 - ノースカロライナ州1区. ハーバート・C・ボナー (D) - ノースカロライナ州2区. ジョン・H・カー (D) - ノースカロライナ州3区. グレアム・A・バーデン (D) - ノースカロライナ州4区. ハロルド・D・クーリー (D) - ノースカロライナ州5区. ジョン・H・フォルジャー (D) - ノースカロライナ州6区. カール・T・ダラム (D) - ノースカロライナ州7区. J・ベイアード・クラーク (D) - ノースカロライナ州8区. チャールズ・B・ディーン (D) - ノースカロライナ州9区. ロバート・L・ドートン (D) - ノースカロライナ州10区. ハミルトン・C・ジョーンズ (D) - ノースカロライナ州11区. アルフレッド・L・ブルウィンクル (D) - ノースカロライナ州12区. モンロー・M・レデン (D) ノースダコタ州 - [[ノースダコタ州at-large district. ウィリアム・レンキー (Nonpartisan Republican) - [[ノースダコタ州at-large district. チャールズ・R・ロバートソン (R) オハイオ州 - [[オハイオ州at-large district. ジョージ・H・ベンダー (R) - オハイオ州1区. チャールズ・H・エルストン (R) - オハイオ州2区. ウィリアム・E・ヘス (R) - オハイオ州3区. レイモンド・H・バーク (R) - オハイオ州4区. ロバート・F・ジョーンズ (R)、1947年9月2日まで - ウィリアム・M・マカロック (R)、1947年11月4日から - オハイオ州5区. クリフ・クレヴェンジャー (R) - オハイオ州6区. エドワード・O・マコーウェン (R) - オハイオ州7区. クラレンス・J・ブラウン (R) - オハイオ州8区. フレデリック・C・スミス (R) - オハイオ州9区. ホーマー・A・レイミー (R) - オハイオ州10区. トマス・A・ジェンキンズ (R) - オハイオ州11区. ウォルター・E・ブレーム (R) - オハイオ州12区. ジョン・M・ヴォリス (R) - オハイオ州13区. アルヴィン・F・ウェイチェル (R) - オハイオ州14区. ウォルター・B・ヒューバー (D) - オハイオ州15区. パーシー・W・グリフィス (R) - オハイオ州16区. ヘンダーソン・H・カーソン (R) - オハイオ州17区. J・ハリー・マグレガー (R) - オハイオ州18区. アール・R・ルイス (R) - オハイオ州19区. マイケル・J・カーワン (D) - オハイオ州20区. マイケル・A・フィーアン (D) - オハイオ州21区. ロバート・クロッサー (D) - オハイオ州22区. フランシス・P・ボールトン (R) オクラホマ州 - オクラホマ州1区. ジョージ・B・シュワービ (R) - オクラホマ州2区. ウィリアム・G・スティグラー (D) - オクラホマ州3区. カール・アルバート (D) - オクラホマ州4区. グレン・D・ジョンソン (D) - オクラホマ州5区. A・S・マイク・モンロニー (D) - オクラホマ州6区. トビー・モリス (D) - オクラホマ州7区. プレストン・E・ピーデン (D) - オクラホマ州8区. ロス・リズリー (R) オレゴン州 - オレゴン州1区. A・ウォルター・ノーブラッド (R) - オレゴン州2区. ローウェル・ストックマン (R) - オレゴン州3区. ホーマー・D・エンジェル (R) - オレゴン州4区. ハリス・エルズワース (R) ペンシルベニア州 - ペンシルベニア州1区. ジェームズ・A・ギャラガー (R) - ペンシルベニア州2区. ロバート・N・マガーヴェイ (R) - ペンシルベニア州3区. ハーディー・スコット (R) - ペンシルベニア州4区. フランクリン・J・マロニー (R) - ペンシルベニア州5区. ジョージ・W・サーバチャー Jr. (R) - ペンシルベニア州6区. ヒュー・スコット (R) - ペンシルベニア州7区. E・ウォーレス・チャドウィック (R) - ペンシルベニア州8区. チャールズ・L・ガーラック (R)、1947年5月5日まで - フランクリン・H・リクテンウォルター (R)、1947年9月9日から - ペンシルベニア州9区. ポール・B・ダグ (R) - ペンシルベニア州10区. ジェームズ・P・スコブリック (R) - ペンシルベニア州11区. ミッチェル・ジェンキンズ (R) - ペンシルベニア州12区. アイヴァー・D・フェントン (R) - ペンシルベニア州13区. フレデリック・ミューレンバーグ (R) - ペンシルベニア州14区. ウィルソン・D・ジレット (R) - ペンシルベニア州15区. ロバート・F・リッチ (R) - ペンシルベニア州16区. サミュエル・K・マコネル Jr. (R) - ペンシルベニア州17区. リチャード・M・シンプソン (R) - ペンシルベニア州18区. ジョン・C・カンケル (R) - ペンシルベニア州19区. レオン・H・ギャヴィン (R) - ペンシルベニア州20区. フランシス・E・ウォルター (D) - ペンシルベニア州21区. チェスター・H・グロス (R) - ペンシルベニア州22区. ジェームズ・E・ヴァン・ザント (R) - ペンシルベニア州23区. ウィリアム・J・クロウ (R) - ペンシルベニア州24区. トマス・E・モーガン (D) - ペンシルベニア州25区. ルイス・E・グラム (R) - ペンシルベニア州26区. ハーヴ・ティボット (R) - ペンシルベニア州27区. オーガスティン・B・ケリー (D) - ペンシルベニア州28区. キャロル・D・カーンズ (R) - ペンシルベニア州29区. ジョン・マクダウェル (R) - ペンシルベニア州30区. ロバート・J・コーベット (R) - ペンシルベニア州31区. ジェームズ・G・フルトン (R) - ペンシルベニア州32区. ハーマン・P・エバーハーター (D) - ペンシルベニア州33区. フランク・ブキャナン (D) ロードアイランド州 - ロードアイランド州1区. エイム・フォーランド (D) - ロードアイランド州2区. ジョン・E・フォガーティ (D) サウスカロライナ州 - サウスカロライナ州1区. L・メンデル・リヴァーズ (D) - サウスカロライナ州2区. ジョン・J・ライリー (D) - サウスカロライナ州3区. W・J・ブライアン・ドーン (D) - サウスカロライナ州4区. ジョーゼフ・R・ブライソン (D) - サウスカロライナ州5区. ジェームズ・P・リチャーズ (D) - サウスカロライナ州6区. ジョン・L・マクミラン (D) サウスダコタ州 - サウスダコタ州1区. カール・ムント (R)、1948年12月30日まで、以後空席 - サウスダコタ州2区. フランシス・ケース (R) テネシー州 - テネシー州1区. デイトン・E・フィリップス (R) - テネシー州2区. ジョン・ジェニングズ Jr. (R) - テネシー州3区. C・エスティス・キーフォーヴァー (D) - テネシー州4区. アルバート・A・ゴア Sr. (D) - テネシー州5区. ジョー・L・エヴィンズ (D) - テネシー州6区. J・パーシー・プリースト (D) - テネシー州7区. W・ワート・コートニー (D) - テネシー州8区. トム・J・マリー (D) - テネシー州9区. ジェア・クーパー (D) - テネシー州10区. クリフォード・デーヴィス (D) テキサス州 - テキサス州1区. ライト・パットマン (D) - テキサス州2区. ジェシー・M・コンズ (D) - テキサス州3区. リンドリー・ベックワース (D) - テキサス州4区. サム・レイバーン (D) - テキサス州5区. ジョーゼフ・F・ウィルソン (D) - テキサス州6区. オーリン・E・ティーグ (D) - テキサス州7区. トム・ピケット (D) - テキサス州8区. アルバート・R・トマス (D) - テキサス州9区. ジョーゼフ・J・マンズフィールド (D)、1947年7月12日まで - クラーク・W・トンプソン, 1947年8月23日から - テキサス州10区. リンドン・B・ジョンソン (D) - テキサス州11区. ウィリアム・R・ポージ (D) - テキサス州12区. ウィンゲート・H・ルーカス (D) - テキサス州13区. エド・ゴセット (D) - テキサス州14区. ジョン・E・ライル Jr. (D) - テキサス州15区. ミルトン・H・ウェスト (D)、1948年10月28日まで - ロイド・ベンツェン (D)、1948年12月4日から - テキサス州16区. R・ユーイング・トマソン (D)、1947年7月31日まで - ケネス・M・リーガン (D)、1947年8月23日から - テキサス州17区. オウマー・バールソン (D) - テキサス州18区. ユージーン・ウォーリー (D) - テキサス州19区. ジョージ・H・マーン (D) - テキサス州20区. ポール・J・キルデイ (D) - テキサス州21区. O・クラーク・フィッシャー (D) ユタ州 - ユタ州1区. ウォルター・K・グレンジャー (D) - ユタ州2区. ウィリアム・A・ドーソン (R) バーモント州 - [[バーモント州at-large district. チャールズ・A・プランリー (R) バージニア州 - バージニア州1区. S・オーティス・ブランド (D) - バージニア州2区. ポーター・ハーディ Jr. (D) - バージニア州3区. J・ヴォーン・ゲイリー (D) - バージニア州4区. パトリック・H・ドルーリー (D)、1947年12月21日まで - ワトキンズ・M・アビット (D)、1948年2月17日から - バージニア州5区. トマス・B・スタンリー (D) - バージニア州6区. J・リンジー・アーモンド Jr. (D)、1948年4月17日まで - クラレンス・G・バートン (D)、1948年11月2日から - バージニア州7区. バー・ハリソン (D) - バージニア州8区. ハワード・W・スミス (D) - バージニア州9区. ジョン・W・フラナガン Jr. (D) ワシントン州 - ワシントン州1区. ホーマー・R・ジョーンズ (R) - ワシントン州2区. ヘンリー・M・ジャクソン (D) - ワシントン州3区. フレッド・B・ノーマン (R)、1947年4月18日まで - ラッセル・V・マック (R)、1947年6月7日から - ワシントン州4区. ハル・ホームズ (R) - ワシントン州5区. ウォルト・ホーラン (R) - ワシントン州6区. ソー・C・タレフソン (R) ウェストバージニア州 - ウェストバージニア州1区. フランシス・J・ラヴ (R) - ウェストバージニア州2区. メルヴィン・C・スナイダー (R) - ウェストバージニア州3区. エドワード・G・ローバウ (R) - ウェストバージニア州4区. ヒューバート・S・エリス (R) - ウェストバージニア州5区. ジョン・キー (D) - ウェストバージニア州6区. E・H・ヘドリック (D) ウィスコンシン州 - ウィスコンシン州1区. ローレンス・H・スミス (R) - ウィスコンシン州2区. グレン・R・デーヴィス (R)、1947年4月22日から - ウィスコンシン州3区. ウィリアム・H・スティーヴンソン (R) - ウィスコンシン州4区. ジョン・C・ブロフィー (R) - ウィスコンシン州5区. チャールズ・J・カーステン (R) - ウィスコンシン州6区. フランク・B・キーフ (R) - ウィスコンシン州7区. リード・F・マリー (R) - ウィスコンシン州8区. ジョン・W・バーンズ (R) - ウィスコンシン州9区. マーリン・ハル (R) - ウィスコンシン州10区. アルヴァン・E・オコンスキ (R) ワイオミング州 - [[ワイオミング州at-large district. フランク・A・バレット (R) 準議員（投票権なき議員） - [[アラスカ準州at-large district. ボブ・バートレット (D) - [[ハワイ準州at-large district. ジョーゼフ・R・ファリントン (R) - [[プエルトリコ州at-large district. アントニオ・フェルノス＝イセルン, (PPD) |

## 議員の交代
下表は、第80議会第1会期の開会以降の交代を反映している。

### 上院
3人が死去し、2人が引退し、1人が中間選挙で落選した。
| 選出州 （部）            | 退職者                              | 退職理由                                                | 後継者                         | 後継者の就任日                     |
| ------------------------ | ----------------------------------- | ------------------------------------------------------- | ------------------------------ | ---------------------------------- |
| ミシシッピ州 第1部       | セオドア・G・ビルボー (D)           | 1947年8月21日死去。 後継候補が当選し、任期を満了        | ジョン・C・ステニス (D)        | 1947年11月17日就任                 |
| ルイジアナ州 第3部       | ジョン・H・オーヴァートン (D)       | 1948年5月14日死去。 後継者が指名され、補欠選挙まで在任  | ウィリアム・C・フィーゼル (D)  | 1948年5月18日就任                  |
| サウスダコタ州 第2部     | ハーラン・J・ブッシュフィールド (R) | 1948年9月27日死去。 後継者が指名され、補欠選挙まで在任  | ヴェラ・ブッシュフィールド (R) | 1948年10月6日就任                  |
| サウスダコタ州 第2部     | ヴェラ・C・ブッシュフィールド (R)   | 1948年12月26日引退。 後継候補が当選し、任期を満了       | カール・ムント (R)             | 1948年12月31日就任                 |
| ルイジアナ州 第3部       | ウィリアム・C・フィーゼル (D)       | 1948年12月30日引退。 後継候補が当選し、任期を満了       | ラッセル・B・ロング (D)        | 1948年12月31日就任                 |
| ノースカロライナ州 第2部 | ウィリアム・B・アンステッド (D)     | 落選。1948年12月30日退任。 後継候補が当選し、任期を満了 | J・メルヴィル・ブロートン (D)  | 中間選挙で当選。1948年12月31日就任 |

### 下院
9人が死去し、7人が引退した。
| 選出選挙区            | 退職者                              | 退職理由                                                         | 後継者                                  | 後継者の就任日     |
| --------------------- | ----------------------------------- | ---------------------------------------------------------------- | --------------------------------------- | ------------------ |
| アラバマ州8区         | 空席                                | ジョン・スパークマンは上院議員選に当選した後、前議会中に引退した | ロバート・E・ジョーンズ Jr. (D)         | 1947年1月28日就任  |
| ウィスコンシン州2区   | 空席                                | ロバート・K・ヘンリーは前議会中に死去した                        | グレン・R・デーヴィス (R)               | 1947年4月22日就任  |
| ワシントン州3区       | フレッド・B・ノーマン (R)           | 1947年4月18日死去                                                | ラッセル・V・マック (R)                 | 1947年6月7日就任   |
| ペンシルベニア州8区   | チャールズ・L・ガーラック (R)       | 1947年5月5日死去                                                 | フランクリン・H・リクテンウォルター (R) | 1947年9月9日就任   |
| メリーランド州3区     | トマス・ダレッサンドロ Jr. (D)      | 1947年5月16日引退。ボルティモア市長に選出される                  | エドワード・ガーマッツ (D)              | 1947年7月15日就任  |
| ミシガン州11区        | フレッド・ブラッドリー (R)          | 1947年5月24日死去                                                | チャールズ・ポッター (R)                | 1947年8月26日就任  |
| テキサス州9区         | ジョーゼフ・J・マンズフィールド (D) | 1947年7月12日死去                                                | クラーク・W・トンプソン (D)             | 1947年8月23日就任  |
| テキサス州16区        | R・ユーイング・トマソン (D)         | 1947年7月31日引退。テキサス州西部地区裁判所判事に任命される      | ケネス・M・リーガン (D)                 | 1947年8月23日就任  |
| マサチューセッツ州9区 | チャールズ・ギフォード (R)          | 1947年8月23日死去                                                | ドナルド・ニコルソン (R)                | 1947年11月18日就任 |
| インディアナ州10区    | レイモンド・S・スプリンガー (R)     | 1947年8月28日死去                                                | ラルフ・ハーヴィー (R)                  | 1947年11月4日就任  |
| オハイオ州4区         | ロバート・F・ジョーンズ (R)         | 1947年9月2日引退。連邦通信委員会委員に就任                       | ウィリアム・M・マカロック (R)           | 1947年11月4日就任  |
| ニューヨーク州14区    | レオ・F・レイフィール (D)           | 1947年9月13日引退。ニューヨーク州東部地区裁判所判事に任命される  | エイブラハム・J・マルター (D)           | 1947年11月4日就任  |
| イリノイ州21区        | ジョージ・E・ハウエル (R)           | 連邦請求裁判所判事に任命された後の1947年10月5日引退              | 第81議会まで空席                        | 第81議会まで空席   |
| バージニア州4区       | パトリック・H・ドルーリー (D)       | 1947年12月21日死去                                               | ワトキンズ・M・アビット (D)             | 1948年2月17日就任  |
| ニューヨーク州24区    | ベンジャミン・J・ラビーン (D)       | 1947年12月31日引退                                               | レオ・アイザクソン (AL)                 | 1948年2月17日就任  |
| ケンタッキー州2区     | アール・C・クレメンツ (D)           | 1948年1月6日引退。ケンタッキー州知事に就任                       | ジョン・A・ウィテカー (D)               | 1948年4月17日就任  |
| ケンタッキー州9区     | ジョン・M・ロブション (R)           | 1948年2月17日死去                                                | ウィリアム・ルイス (R)                  | 1948年4月24日就任  |
| ミズーリ州10区        | オーヴィル・ズィマーマン (D)        | 1948年4月7日死去                                                 | ポール・C・ジョーンズ (D)               | 1948年11月2日就任  |
| バージニア州6区       | J・リンジー・アーモンド Jr. (D)     | 1948年4月17日引退。ヴァージニア州検事総長に選出された            | クラレンス・G・バートン (D)             | 1948年11月2日就任  |
| イリノイ州7区         | トマス・L・オーウェンズ (R)         | 1948年6月7日死去                                                 | 次の議会まで空席                        | 次の議会まで空席   |
| インディアナ州6区     | ノーブル・J・ジョンソン (R)         | 関税および特許審判裁判所判事に任命された後の1948年7月1日引退     | 次の議会まで空席                        | 次の議会まで空席   |
| テキサス州15区        | ミルトン・H・ウェスト (D)           | 1948年10月28日死去                                               | ロイド・ベンツェン (D)                  | 1948年12月4日就任  |
| ニューヨーク州7区     | ジョン・J・デラニー (D)             | 1948年11月18日死去                                               | 次の議会まで空席                        | 次の議会まで空席   |
| サウスダコタ州1区     | カール・ムント (R)                  | 上院議員に指名された後の1948年12月30日引退                       | 次の議会まで空席                        | 次の議会まで空席   |

## 職員
- 議事堂建築監: デーヴィッド・リン

### 上院
- 牧師: ピーター・マーシャル
- Parliamentarian: Template:Data missing
- 書記官: カール・A・レフラー
- 衛視長:  エドワード・F・マクギニス

### 下院
- 牧師: ジェームズ・シェラ・モンゴメリー (Methodist)
- 事務官: ジョン・アンドルーズ
- 衛視: M・L・メレティオ
- Parliamentarian: ルイス・デシュラー
- Postmaster: フランク・W・コリアー
- 衛視長: ウィリアム・F・ラッセル